# Emozioni (programma televisivo)
Emozioni è stato un programma televisivo italiano di genere documentario musicale, in onda dal 2010 al 2016 su Rai 2, di norma in seconda serata ma in alcuni casi in prima serata.
Il programma tratta le biografie dei cantanti italiani, e non solo, con interviste e materiale d'archivio. Tale approfondimento gode della consulenza giornalistica di Mario Luzzatto Fegiz, e fino al 2011 ha goduto anche della consulenza artistica di Gianmarco Mazzi.
Scritto da Simona Ercolani con Andrea Felici, Tommaso Marazza e Claudio Moretti, da un format originale della Greed S.r.l. di Alessandro Lostia e della stessa Ercolani, Emozioni ripropone attraverso una nuova chiave di lettura diversi artisti noti al grande pubblico, con filmati di repertorio, interviste ai protagonisti dal backstage ed esibizioni live.

## Il programma
Il programma ha preso il via mercoledì 24 novembre 2010 con una puntata dedicata a Michael Jackson. Sono seguite altre tre puntate il successivo lunedì 27 dicembre, giovedì 14 luglio 2011 e il giovedì seguente, in cui sono state raccontate, rispettivamente, le carriere dei Pooh (puntata trasmessa in prima serata), di Lucio Battisti (intitolata Sulle tracce di Lucio Battisti), e, nella stessa sera, di Giorgio Gaber e Roberto Vecchioni.
Nell'estate del 2012 è andato in onda un ciclo di sette puntate incentrate sulla vita di vari artisti italiani, tra cui Lucio Dalla e Rino Gaetano.
Nel gennaio 2013 è partito "un meglio di" puntate già trasmesse, intitolato Emozioni Gold. Nella primavera successiva otto nuove puntate sono state dedicate, tra gli altri, a Fabrizio De André e a Franco Califano a ridosso della sua scomparsa. Nell'autunno del medesimo anno è partito un nuovo ciclo di quattro episodi.
Nell'autunno 2014 è incominciato un altro ciclo ed è stata inserita la figura del conduttore, ruolo affidato a Federico Russo, già presentatore di The Voice of Italy. Tra le puntate più seguite si segnalano quelle dedicate ai Pooh, a Renato Zero e a Lucio Battisti (trasmesse in prima serata), e quelle riguardanti Franco Califano e i Ricchi e Poveri (andate in onda in seconda serata).
Dal 16 maggio 2016 va in onda una stagione ribattezzata Emozioni Playlist, sempre con la conduzione di Federico Russo..

## Puntate
| Puntata                            | Data              | Spettatori | Share  | Note |
| ---------------------------------- | ----------------- | ---------- | ------ | --- |
| Michael Jackson                    | 24 novembre 2010  | 656.000    | 6,65%  | |
| Pooh                               | 27 dicembre 2010  | 2.763.000  | 10,25% | Prima serata |
| Lucio Battisti                     | 14 luglio 2011    | 1.966.000  | 10,57% | Prima serata |
| Roberto Vecchioni e Giorgio Gaber  | 21 luglio 2011    | 1.731.000  | 8,82%  | Prima serata. La puntata dedicata a Giorgio Gaber doveva andare in onda il 24 aprile 2011 in seconda serata ma visto che all'interno della puntata c'era la presenza di Ombretta Colli, moglie di Gaber e politico del PDL, per via della par condicio la puntata fu rimandata a dopo le elezioni. |
| Rocco Papaleo                      | 8 giugno 2012     |            | 5,59%  | |
| Negramaro                          | 15 giugno 2012    |            | 5,74%  | |
| Matia Bazar                        | 22 giugno 2012    | 770.000    | 9,15%  | |
| Gigi D'Alessio                     | 29 giugno 2012    |            | 9,17%  | |
| Rino Gaetano                       | 6 luglio 2012     |            | 7,02%  | |
| Lucio Dalla                        | 16 luglio 2012    | 518.000    | 6,10%  | |
| Tormentoni musicali                | 23 luglio 2012    | 357.000    | 4,76%  | |
| Pooh                               | 4 gennaio 2013    |            |        | Replica mandata in onda in occasione della scomparsa di Valerio Negrini, storico paroliere del gruppo. |
| Lucio Dalla e Rino Gaetano         | 7 gennaio 2013    |            |        | Replica |
| Lucio Battisti                     | 14 gennaio 2013   |            |        | Replica |
| Gigi D'Alessio                     | 21 gennaio 2013   |            |        | Replica |
| Roberto Vecchioni e Giorgio Gaber  | 28 gennaio 2013   |            |        | Replica |
| Matia Bazar e Negramaro            | 4 febbraio 2013   |            |        | Replica |
| Michael Jackson                    | 19 febbraio 2013  |            |        | Replica |
| Fabrizio De André                  | 11 marzo 2013     | 579.000    | 6,52%  | |
| Cesare Cremonini                   | 18 marzo 2013     | 470.000    | 4,99%  | |
| Stadio                             | 25 marzo 2013     | 394.000    | 3,68%  | |
| Franco Califano                    | 8 aprile 2013     | 1.019.000  | 7,75%  | |
| Alex Britti                        | 15 aprile 2013    | 418.000    | 3,62%  | |
| Giovanni Allevi e Mario Biondi     | 22 aprile 2013    | 605.000    | 5,16%  | |
| Renato Zero                        | 22 maggio 2013    | 2.478.000  | 9,26%  | Prima serata. La trasmissione era inizialmente prevista per il 1º aprile 2013 |
| Max Pezzali                        | 10 giugno 2013    | 774.000    | 8,44%  | |
| Lucio Battisti                     | 12 settembre 2013 |            |        | Replica |
| Lucio Dalla e Rino Gaetano         | 26 settembre 2013 |            |        | Replica |
| Gigi D'Alessio                     | 10 ottobre 2013   |            |        | Replica |
| Toto Cutugno                       | 11 novembre 2013  | 377.000    | 6,13%  | |
| Nomadi e Modà                      | 18 novembre 2013  | 446.000    | 7,94%  | |
| Patty Pravo ed Elisa               | 19 dicembre 2013  | 1.527.000  | 6,34%  | Prima serata |
| Ricchi e Poveri                    | 23 dicembre 2013  | 976.000    | 10,24% | La trasmissione era inizialmente prevista per il 25 novembre 2013 |
| Franco Califano                    | 31 marzo 2014     |            |        | Replica |
| Enzo Jannacci                      | 8 ottobre 2014    | 337.000    | 4,18%  | |
| Little Tony e Bobby Solo           | 15 ottobre 2014   | 580.000    | 5,89%  | |
| Noemi e Francesco Renga            | 22 ottobre 2014   | 307.000    | 3,46%  | |
| Mino Reitano                       | 5 novembre 2014   | 482.000    | 3,97%  | |
| Tiziano Ferro                      | 3 dicembre 2014   | 494.000    | 3,75%  | |
| Elio e le Storie Tese              | 10 dicembre 2014  | 364.000    | 2,92%  | |
| Hit Parade anni ottanta            | 25 febbraio 2015  | 653.000    | 9,10%  | |
| Hit Parade anni novanta (volume 1) | 4 marzo 2015      | 605.000    | 9,01%  | |
| Hit Parade anni novanta (volume 2) | 11 marzo 2015     | 675.000    | 8,70%  | |
| Hit Parade anni duemila (volume 1) | 18 marzo 2015     | 570.000    | 8,46%  | |
| Hit Parade anni duemila (volume 2) | 25 marzo 2015     | 606.000    | 8,77%  | |
| Tiziano Ferro                      | 1º aprile 2015    | 402.000    | 7,15%  | Replica |
| Elio e le Storie Tese              | 8 aprile 2015     | 349.000    | 7,01%  | Replica |
| Matia Bazar                        | 13 agosto 2015    |            |        | Replica mandata in onda in occasione della scomparsa di Giancarlo Golzi, storico batterista del gruppo. |
| Stadio                             | 15 febbraio 2016  | 406.000    | 5,03%  | Replica mandata in onda in occasione della vittoria del gruppo al Festival di Sanremo. |
| Playlist Viaggio                   | 16 maggio 2016    | 387.000    | 6,22%  | |
| Playlist Sesso                     | 23 maggio 2016    | 280.000    | 6,35%  | |
| Playlist Eroi                      | 30 maggio 2016    | 476.000    | 7,32%  | |
| Playlist Sport                     | 6 giugno 2016     | 555.000    | 4,77%  | |
| Playlist Estate (volume 1)         | 13 giugno 2016    | 432.000    | 2,72%  | |
| Playlist Estate (volume 2)         | 27 giugno 2016    | 449.000    | 3,61%  | |